# Carpophthoromyia pseudotritea
Carpophthoromyia pseudotritea är en tvåvingeart som beskrevs av Mario Bezzi 1918. Carpophthoromyia pseudotritea ingår i släktet Carpophthoromyia och familjen borrflugor. Inga underarter finns listade.